# José Pedro Galvão de Sousa
José Pedro Galvão de Sousa (São Paulo, 6 de janeiro de 1912 – 31 de maio de 1992) foi um filósofo tomista, jurista, cientista político e professor universitário brasileiro. Fundou a Faculdade Paulista de Direito, tendo sido seu vice-diretor, a qual, mais tarde, incorporou-se à Pontifícia Universidade Católica de São Paulo (PUC-SP), da qual foi vice-reitor.
Foi fundador da Acção Universitária Católica, proferia conferências em instituições como o Centro Dom Vital e publicava artigos. Ao longo de sua vida, fundaria ou ajudaria a fundar diversas instituições. Também nunca deixaria a atividade jornalística – seus artigos de imprensa totalizam centenas –, sendo colaborador de diários como o Estado de São Paulo e O Globo, além de participar de conselhos editoriais e escrever para revistas especializadas. Importantes em sua trajetória foram as revistas Scientia Iuridica, Reconquista e Hora Presente.

## Obra
- O Positivismo Jurídico e o Direito Natural (1940)
- Conceito e Natureza da Sociedade Política (1949)
- Notas do Curso de Política
- Formação Brasileira e Comunidade Lusíada (1954)
- Introdução à História do Direito Político Brasileiro (1954)
- Política e Teoria do Estado (1957)
- As Minorias Revolucionárias (1958)[3]
- Verfassungsrechtsentwicklung in Brasilien, em alemão (1958)
- Perspectivas Históricas e Sociológicas do Direito Brasileiro (1961)
- O Brasil no Mundo Hispânico (1962)
- Socialismo e Corporativismo em Face da Encíclica Mater et Magistra (1963)
- Raízes Históricas da Crise Política Brasileira (1965)
- Capitalismo, Socialismo e Comunismo (1965)[4]
- Remarques su l'idée de constitution et la signification sociologique du droit constitutionnel, em francês (1967)
- A Historicidade do Direito e a Elaboração Legislativa (1970)
- Da Representação Política (1971)
- A Constituição e os Valores da Nacionalidade (1971)
- O Totalitarismo nas Origens da Moderna Teoria do Estado (um estudo sobre o "Defensor Pacis" de Marsílio de Pádua) (1972)
- O Estado Tecnocrático (1973)[5]
- Iniciação à Teoria do Estado (1976)[6]
- Direito Natural, Direito Positivo e Estado de Direito (1977)
- O Pensamento Político de São Tomás de Aquino (1980)
- Para Conhecer e Viver as Verdades da Fé (1982)
- Dicionário de Política (1998), com Clóvis Lema Garcia e José Fraga Teixeira de Carvalho

### Traduções
- "A Nova Ciência da Política", de Eric Voegelin.[7]